# Esiliiga 2006
L'edizione 2006 fu la 16ª edizione dell'Esiliiga. Vide la vittoria finale del Levadia Tallinn 2.

## Stagione

### Novità
Più della metà delle squadre cambiarono: infatti nella precedente stagione due squadre ottennero la promozione e tre vennero retrocesse. A queste va aggiunto il Tervis Pärnu che non si iscrisse.
Le sei assenti furono sostituite dalle due neo retrocesse, da due neo promosse (il Pärnu Pataljoni rinunciò all'iscrizione) e dalle formazioni riserve di Tulevik Viljandi e Flora Tallinn.

### Formula
Le 10 squadre partecipanti disputarono il campionato incontrandosi in due gironi di andata e e due di ritorno, per un totale di 36 giornate. Erano previste una promozione diretta, un play-off spareggio con la penultima (nona) di Meistriliiga, due retrocessioni dirette e un play-out.
Le formazioni riserve delle squadre di Meistriliiga (Tulevik Viljandi 2, Levadia Tallinn 2, Flora Tallinn 2 e TVMK Tallinn 2) erano impossibilitate ad essere promosse.

## Squadre partecipanti
| Club                | Città        | Stagione precedente                           |
| ------------------- | ------------ | --------------------------------------------- |
| Elva                | Elva         | 7° in Esiliiga                                |
| Dünamo Tallinn      | Tallinn      | 10° in Meistriliiga, retrocesso               |
| Flora Tallinn II    | Tallinn      | Squadra di nuova fondazione                   |
| Kalev Tallinn       | Tallinn      | 4° in Esiliiga                                |
| Kalju Nõmme         | Tallinn      | 1º nel girone Nord/Est di II Liiga            |
| Kuressaare          | Kuressaare   | 9° in Meistriliiga, retrocesso dopo spareggio |
| Levadia Tallinn 2   | Tallinn      | 2° in Esiliiga                                |
| Lootus Kohtla-Järve | Kohtla-Järve | 2º nel girone Nord/Est di II Liiga            |
| Tulevik Viljandi 2  | Viljandi     | Squadra di nuova fondazione                   |
| TVMK Tallinn 2      | Tallinn      | 6° in Esiliiga                                |

## Classifica finale
|  | Pos. | Squadra              | Pt | G  | V  | N  | P  | GF  | GS  | DR   |
|  | ---- | -------------------- | -- | -- | -- | -- | -- | --- | --- | ---- |
|  | 1    | Levadia Tallinn 2 *  | 88 | 36 | 28 | 4  | 4  | 132 | 24  | +108 |
|  | 2    | Kuressaare           | 71 | 36 | 22 | 5  | 9  | 64  | 44  | +20  |
|  | 3    | Kalev Tallinn        | 66 | 36 | 20 | 6  | 10 | 84  | 63  | +21  |
|  | 4    | Flora Tallinn II *   | 60 | 36 | 19 | 3  | 14 | 81  | 56  | +25  |
|  | 5    | Kalju Nõmme          | 59 | 36 | 18 | 5  | 13 | 76  | 80  | -4   |
|  | 6    | TVMK Tallinn 2 *     | 55 | 36 | 17 | 4  | 15 | 66  | 63  | +3   |
|  | 7    | Tulevik Viljandi 2 * | 38 | 36 | 9  | 11 | 16 | 53  | 52  | +1   |
|  | 8    | Lootus Kohtla-Järve  | 33 | 36 | 10 | 3  | 23 | 46  | 99  | -53  |
|  | 9    | Dünamo Tallinn       | 29 | 36 | 11 | 1  | 24 | 44  | 85  | -41  |
|  | 10   | Elva                 | 15 | 36 | 4  | 3  | 29 | 20  | 100 | -80  |

(*)squadra ineleggibile per la promozione.

### Spareggio promozione / retrocessione per Meistriliiga
| 8 novembre 2006 | Kalev Tallinn | 0 – 0 | Tulevik Viljandi | (50 spett.) |

| 12 novembre 2006                                           | Tulevik Viljandi | 1 – 1       | Kalev Tallinn | (90 spett.) |
| \| \| \| \| \| Kirillov 32’ \| Marcatori \| 5’ Laasberg \| |                  |             |               |             |
|                                                            |                  |             |               |             |
| Kirillov 32’                                               | Marcatori        | 5’ Laasberg |               |             |

Kalev Tallinn promossa per la regola dei gol fuori casa, Tulevik Viljandi retrocesso in Esiliiga. In seguito entrambe le partite furono assegnate a tavolino 3–0 al Kalev Tallinn, dato che il Tulevik Viljandi schierò un giocatore irregolarmente.

### Spareggio promozione/retrocessione per Esiliiga
| 12 novembre 2006 | Kalev Sillamäe | 5 – 1 | Lootus Kohtla-Järve |  |

| 18 novembre 2006 | Lootus Kohtla-Järve | 1 – 3 | Kalev Sillamäe |  |

### Verdetti
- Kuressaare promosso in Meistriliiga 2007
- Kalev Tallinn vincitore dello spareggio promozione retrocessione e promosso in Meistriliiga.
- Lootus, Elva e Dünamo Tallinn retrocesse in II Liiga. Elva in seguito ripescato per la rinuncia del Trans Narva 2 e la rinuncia al ripescaggio di Lotuus e Dünamo Tallinn.